# 章丘站
章丘站，位于中华人民共和国山东省济南市章丘区明水街道，是胶济铁路、胶济客运专线上的火车站。车站建于2007年，由济南局集团淄博车务段管辖，办理客货运业务。

## 历史
章丘站的前身为明水站，建于1904年。1982年明水站新建货场，同年车站经过的胶济铁路实现复线化。1985年车站又新建2条旅客列车到发线和1座客运站台，并建设地道连接各旅客站台。至1995年，明水站由淄博车务段管理，为三等客货运中间站，担负着章丘、淄博、邹平等地农副产品及章丘焦宝石、煤炭等矿产资源的运输。车站曾经为青岛与济南铁路分局界口，系原青岛分局的西大门。1998年明水站升为二等站，2005年3月16日胶济铁路电气化后明水站关闭。明水站老站房在车站关闭后曾被用作商业用途，后被当地政府拆除并建设明水小站博物馆。
在胶济铁路电气化过程中，铁路部门于既有明水和枣园间新建章丘站，原明水站和枣园站货场和专用线接入本站，于2007年投用。同时胶济客运专线在既有章丘站北侧新建客场，2008年11月15日王村至本站区间完工；同年12月21日章丘站及本站至济南区间线路开通，客货列车实施分线运营。新章丘站在开通初期仅有货车停靠，一些客车是技术性停靠、办理行李发送业务，一直没有开通客运业务。2009年7月1日，章丘站作为胶济客专第二批开办客运业务的车站之一开始办理旅客乘降。车站站房面积1000平方米，客专场设2台5线，为二等站。
2017年车站开始改造工程，重建车站站房并对站场设施进行改造。改造工程前期旅客服务由临时站房负责。2019年10月11日起彻底停办客运业务，仅保留售票功能。2020年7月完工。

## 车站结构

### 站房
章丘站目前使用的站房于2020年投用，建筑面积8260平方米。站房外立面以“墨泉突涌”为设计意向，通过展现水波纹形态体现章丘地方特色。站房共分为两层，济南方向和青岛方向分层候车。

### 站场
章丘站设有客场和货场两个站场。客场有胶济客运专线经过，设2台5线。两座站台和站房间通过一座进站天桥和一座出站地道连接。章丘货场位于客场南侧，有胶济铁路经过，设有6条股道。货场另外设有货物线通往明水货场和枣园货场，并设有专用线通往华电章丘电厂、晋煤集团日月化工（枣园）、淄博矿业埠村煤矿等单位的专用线。
| 北 | 站房     | 进出站、候车厅                        |
| 北 | 侧式站台 |                                       |
| 北 | 1站台    | 胶济客运专线 往青岛方向（周村东站）   |
| 北 | 侧线     | 胶济客运专线 列车                     |
| 北 | 通过线   | 胶济客运专线 下行列车通过线           |
| 北 | 通过线   | 胶济客运专线 上行列车通过线           |
| 北 | 2站台    | 胶济客运专线 往济南西方向（大明湖站） |
| 北 | 岛式站台 |                                       |
| 北 | 3站台    | 胶济铁路 货物列车                     |
| 北 | 侧线     | 胶济铁路 货物列车                     |
| 北 | 通过线   | 胶济铁路 下行列车通过线               |
| 北 | 通过线   | 胶济铁路 上行列车通过线               |
| 北 | 侧线     | 胶济铁路 货物列车                     |
| 南 | 侧线     | 胶济铁路 货物列车                     |

## 車站周邊
- 章丘长途汽车总站
- 金民宾馆
- 济南明水眼科医院
- 鑫达宾馆 济青公路店
- 章丘利汇宾馆
- 晨晖宾馆
- 中国工商银行眼明泉分理处